# Megachile congruens
Megachile congruens är en biart som beskrevs av Heinrich Friese 1903. Megachile congruens ingår i släktet tapetserarbin, och familjen buksamlarbin. Inga underarter finns listade i Catalogue of Life.